# بانکو دو نوردسته
بانکو دو نوردسته (انگلیسی: Banco do Nordeste) شرکت خدمات مالی و بانکداری برزیلی است، که در سال ۱۹۵۲ تأسیس شد.